# Wola Górecka
Wola Górecka est une localité polonaise de la gmina et du powiat de Brzozów en voïvodie des Basses-Carpates.